# Андерсон, Мелисса
Мели́сса А́ндерсон (англ. Melissa Anderson); род. 17 августа 1982 года — американский реслер, наиболее известная под именем Чирли́дер Мели́сса (англ. Cheerleader Melissa). Также известна по своей работе в Total Nonstop Action Wrestling, где она выступала под именами Али́сса Флэш (англ. Alissa Flash) и Раи́ша Саи́д (англ. Raisha Saeed). В настоящее время выступает в независимых организациях, таких как Pro Wrestling Revolution и Shimmer Women Athletes. Действующая и единственная двукратная чемпионка Shimmer Women Athletes.

## Ранние годы
Отец Мелиссы занимался реслингом в начале 1980-х. Мелисса была фанатом своего отца и тоже имела спортивный талант, она играла в футбол, а также вступила в женскую школьную команду по борьбе города Палмдейл. Уже в 15 она была вовлечена в реслинг бизнес, она ездила в Сан Бернардино на поезде и работала в реслинг школе бывшего командного партнёра своего отца — Билли Андерсона. Несмотря на свои поездки, она продолжала учиться в школе и получила аттестат во многом при помощи своих учителей в интернете, также она отмечала, что интернет помог стать ей знаменитой в то время как она выступала перед небольшими аудиториями.

## Карьера в реслинге

### Shimmer Women Athletes (2005-настоящее время)

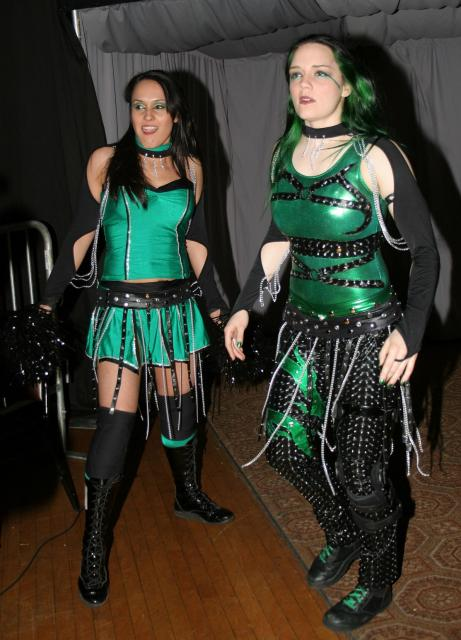
Мелисса и МсЧиф на 17 шоу Shimmer.

Мелисса дебютировала на самом первом шоу Shimmer, где стала враждовать с МсЧиф. На седьмом шоу, после того как Мелисса одержала победу в главном матче вечера, на неё напали Рейн и Лейси, но на помощь Мелиссе пришла МсЧиф и помогла расправиться с противниками. Рейн и Лейси стали угрожать МсЧиф за вмешательства в их дела. Это привело к командному матчу Мелиссы и МсЧиф против Лейси и Рейн. Победителями вышли последние, но после матча Мелисса и МсЧиф пожали руки в знак уважения. На 12 шоу Мелисса и МсЧиф в командном матче одолели ветеранов женского реслинга Лекси Файф и Малиу Хосаку.
Мелисса и МсЧиф провели ряд матчей против друг друга в различных промоушенах, в одном из них Мелисса не смогла выиграть титул мировой чемпионки NWA среди женщин. Несмотря на противостояние они продолжили выступать в Shimmer в команде и 26 апреля 2008 года одолели команду The Dangerous Angels (Сара дель Рей и Элиссон Дэнжер). Несмотря на успех они пропустили многосторонний командный матч за пояса командных чемпионок Shimmer на 21 шоу. Мелисса и МсЧиф снова выступили вместе на 24 шоу в матче против Сары дель Рей и Невероятной Конг, который они проиграли. После этого Мелисса выступала в основном в одиночных матчах и имела серию из четырёх побед, включая победу над своей давней соперницей Весной Бусич. 10 апреля 2010 года, на 29 шоу, Мелисса и МсЧиф снова объединились, на этот раз чтобы выиграть титул командных чемпионок Shimmer у Порши Перес и Николь Мэттьюс, но потерпели неудачу. После этого Мелисса и МсЧиф решили больше не выступать в команде, а сосредоточиться на сольных карьерах.

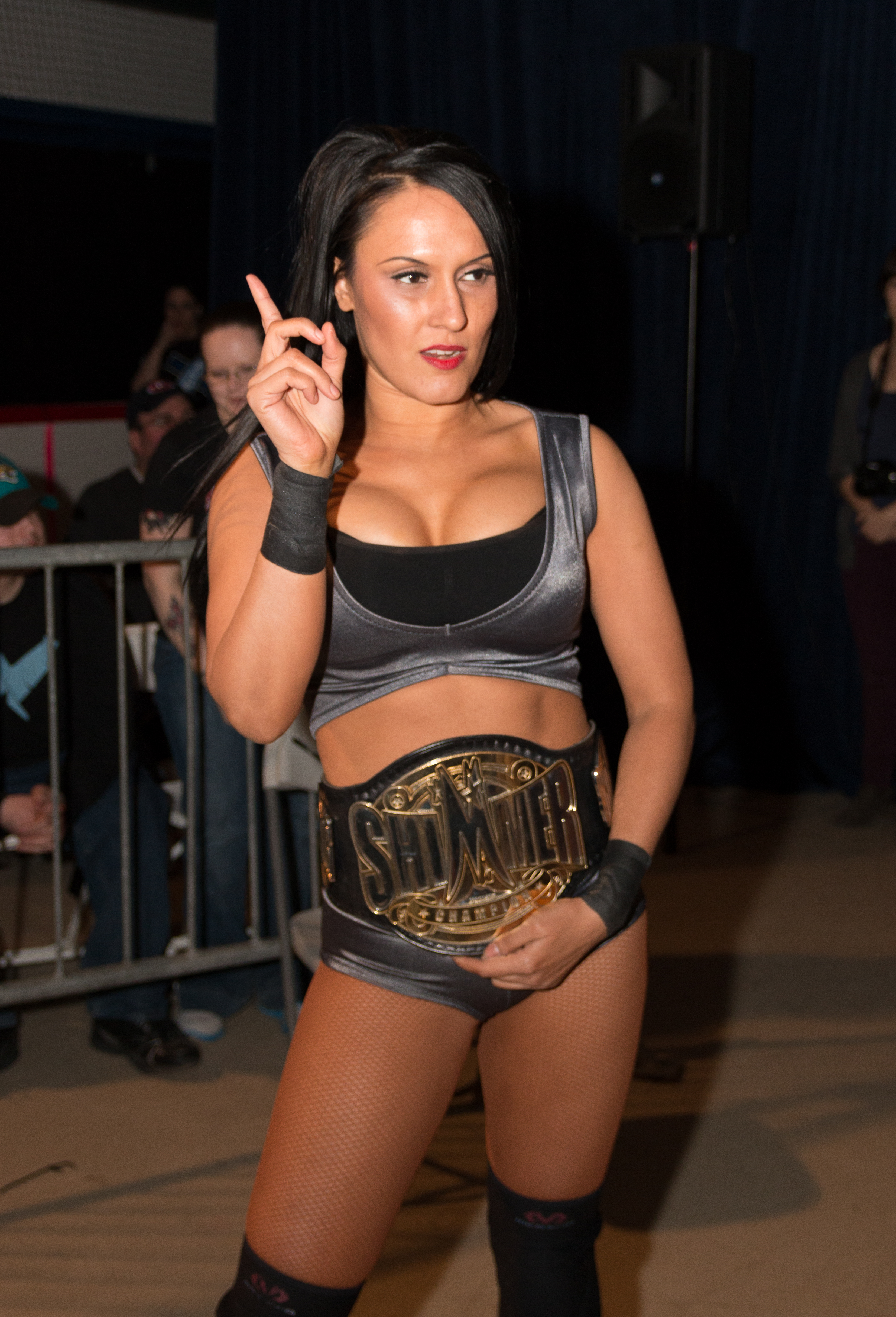
Мелисса с поясом чемпионки Shimmer Women Athletes.

На 30 шоу Мелисса победила Мэдисон Иглз и получила право драться за пояс чемпионки Shimmer. На следующих шоу она победила Мисаки Охату и Аяко Хамаду. На 33 шоу провела поединок за титул против Мэдисон Иглз, но проиграла. На 36 шоу Мелисса удержала Иглз в командном матче на выбывание, в команде вместе с Мелиссой были Аяко Хамада, Аюми Курихара и Серена Диб, а в команде Иглз — Томока Накагава, Дейзи Хейз и Сара дель Рей. 2 октября 2011 года, на 43 шоу, Мелисса победила Кану и стала главной претенденткой на титул. В тот же день, на 44 шоу, Мелисса победила Мэдисон Иглз и стала новой чемпионкой Shimmer, но после этого на неё напала Николь Мэттьюс. На 45 и 46 шоу Мелисса защитила титул от Николь Мэттьюс и Порши Перес. На 47 шоу Мелисса защитила титул от Джесси Маккай, но в тот же день на 48 шоу проиграла титул Сараи Найт. После победы над Сараей в командном матче 5 на 5 на 50 шоу, Мелисса получила право на реванш, которое она реализовала на следующий день, но была удержана после удара поясом. На 53 шоу у Мелиссы и Сараи Найт состоялся поединок в клетке за титул, в котором Мелисса смогла одолеть соперницу и выиграть титул во второй раз. На последующих шоу Мелисса успешно защищала титул от Мерседес Мартинес, Кортни Раш и Каламити. На 57 шоу она прняла участие в прощальном матче Эллисон Дэнжер, в котором Мелисса вместе с Хамадой сразилась против Regeneration X (Эллисон Дэнжер и Лева Бейтс). Мелисса принесла своей команде победу в матче заставив Дэнжер сдаться, но, из-за отказа разжимать болевой приём после окончания матча, решение судьи было изменено. После этого Мелисса атаковала Хамаду. На следующем шоу Мелисса защитила титул от Левы Бейтс, после этого она напала на обеих участниц Regeneration X, на помощь им пришла ЛуФисто. На 59 шоу после защиты титула от Хироё Мацумото, на Мелиссу напала ЛуФисто. На следующий день состоялся поединок за титул между Мелиссой и ЛуФисто, в котором победу одержала чемпионка. После матча Мелисса была доставлена в больницу, где ей наложили 10 швов над левым глазом, в результате этого 61 шоу Shimmer стало первым в котором Мелисса не приняла участие. 5 апреля 2014 года на 62 шоу Shimmer успешно защитила титул от ЛуФисто. На 64 шоу защитила титул от Юми Охки. 13 апреля 2014 года на 65 шоу защитила титул от Миа Йим. На 65 шоу объединилась с Мереседес Мартинес для сражения за пояса командных чемпионок, но потерпела неудачу. 18 октября 2014 года на 67 шоу Мелисса успешно защитила титул от Каны. Но на 68 шоу проиграла титул Николь Мэтьюс в четырёхстороннем матче на выбывание при участии Мэдисон Иглз и Афины.

### Total Nonstop Action Wrestling (2008—2009)

#### Раиша Саид (2008—2009)

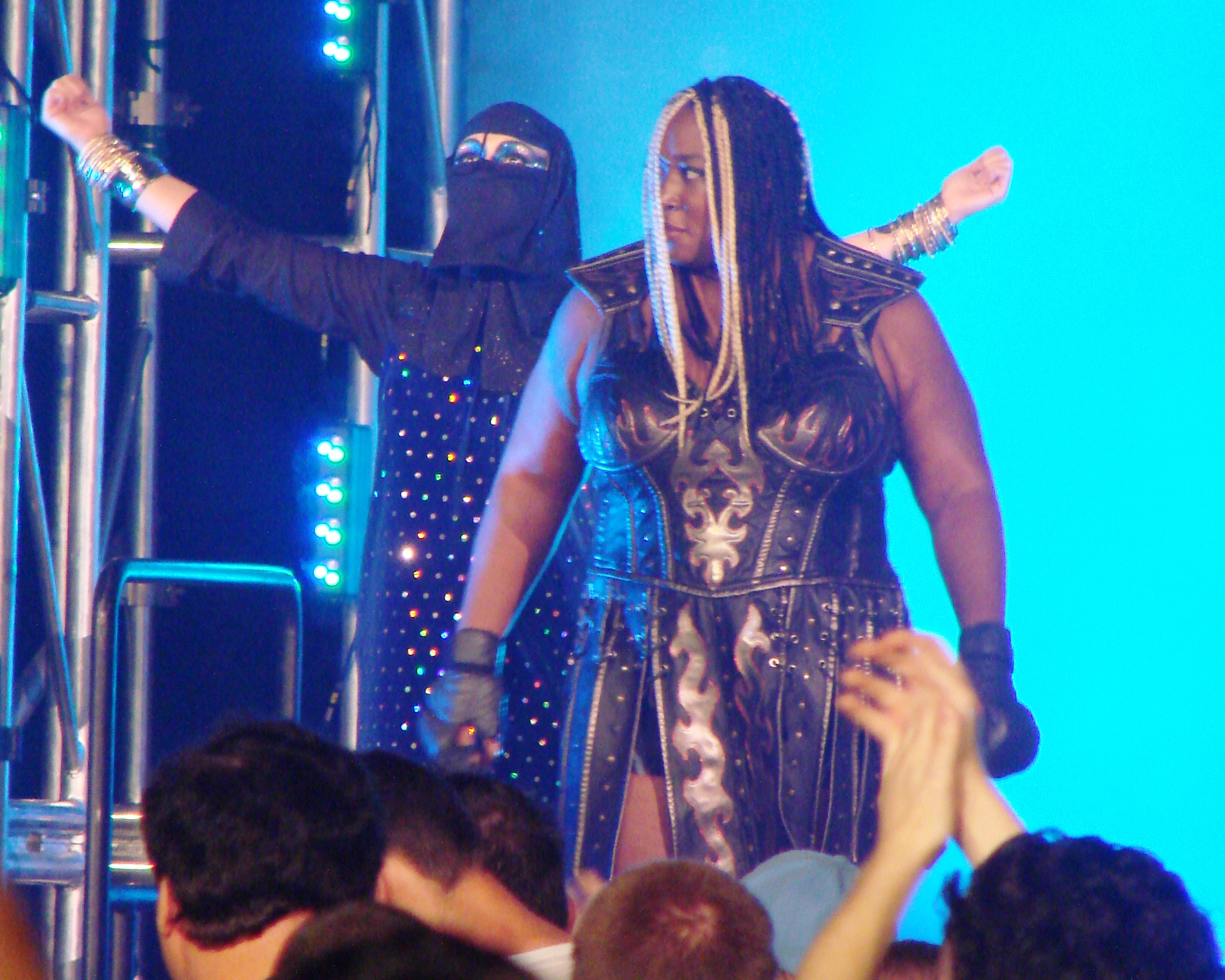
Мелисса Андерсон как Раиша Саид (слева), Невероятная Конг (справа).

Мелисса совершила свой дебют на шоу TNA iMPACT! 10 января 2008 года, как неизвестная женщина в никабе. Позднее её стали объявлять «Раиша Саид» из Сирии. Она была в углу Невероятной Конг, когда та победила Гейл Ким и выиграла титул чемпионки нокаутов. Первое PPV на котором присутствовала Раиша стало Against All Odds, где она снова находилась в углу Конг, но на этот раз в бою против ODB. В командном бою в стальной клетке на Lockdown (2008) Конг и Раиша противостояли команде ODB и Гейл Ким, Раиша была удержана ODB. На iMPACT! 3 июля Саид проиграла новичку TNA — Тейлор Уайлд, что сделало Уайлд первой претенденткой на титул которым владела Конг.
В сентябре 2008 костюм Раиши стал менее закрытым и она стала на регулярной основе участвовать в боях. На iMPACT! 4 сентября ODB победила Саид и стала преследовать её за кулисами в итоге сорвав с неё паранджу, но Конг помогла вернуть паранджу в то время как лицо Раиши было закрыто волосами. Позднее Рокси использовала паранджу чтобы претвориться Раишей Саид в то время как Конг сражалась с Мерседес Стил, после боя Рокси раскрыла себя и атаковала Конг стальным стулом, а настоящая Саид появилась на рампе связанная верёвками. Конг отомстила удержав Рокси в командном матче с участием Саид и Уаилд, но Рокси в ответ удержала Саид через неделю в одиночном матче.

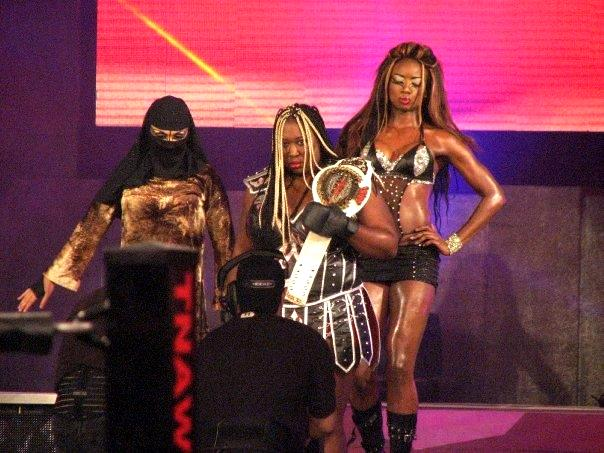
The Kongtourage — Раиша Саид, Невероятная Конг и Рака Кан.

Вскоре Конг и Раиша Саид объединились с Ракой Кан. На iMPACT! 6 ноября Рака Как заменила командного партнёра Тейлор Уайлд — Рокси в бою против Конг и Саид. В этом бою Кан предала Уаилд и помогла Конг победить. Но на Turning Point (2008) Уаилд и Рокси сумели победить Конг и Саид с Ракой Кан в углу. 27 ноября Саид проиграла Кристи Хемме, что позволило последней сразиться за титул с Конг на Final Resolution (2008), где Саид напала на Кристи завершив бой дисквалификацией Конг, но титул остался у Конг. В декабре к Конг, Саид и Кан присоединилась Сожорнер Болт, сложившаяся группировка стала называть себя The Kongtourage и противостоять Хемме, Рокси и ODB. На Genesis (2009) должен был состояться титульный матч Кристи Хемме против Невероятной Конг, поскольку Хемме была травмирована и не могла выйти на ринг, матч был заменён на командный ODB, Тейлор Уаилд и Рокси против The Kongtourage (Раиша Саид, Рака Кан и Сожорнер Болт). Победу своей команде принесла ODB, что дало ей право на титульный поединок. 29 января на iMPACT!, в гандикап матче 4 против 1, The Kongtourage победили ODB. The Kongtourage стал распадаться после того как в феврале Болт победила в королевской битве и стала претенденткой на титул Конг, позднее Кан заявила о недовольстве руководством в группировке, что привело к поединку Кан и Болт против Конг и Саид, который выиграли первые. Саид пыталась вмешаться в титульный матч на Destination X (2009) но безуспешно, хотя Конг удалось сохранить свой титул.
В конечном счёте Конг проиграла титул Анджелине Лав на Lockdown (2009). После этого проигрыша и неудачной попытки вернуть титул, команда Саид и Конг вступила в турнир за учернждённые командные пояса нокаутов. В первом раунде команда победила представителей The Main Event Mafia Шармелл и Трейси Брукс. Саид удержала Брукс, после того как Конг сделала большую часть работы, после матча Конг злобно стала смотреть на Саид. В следующем раунде турнира они потерпели поражение от команды Тейлор Уайлд и Сарита. После того как Конг не удалось выиграть титул на Bound for Glory (2009) из-за невнимательности Раиши Саид, Конг и Саид встретились в бою на iMPACT! 22 октября. Конг выиграла матч, а после этого провела Awesome Bomb Саид на рампе.

#### Алисса Флэш (2009, 2011, 2013)
На iMPACT! 1 мая 2008 года Андерсон использовала свой образ Чирлидер Мелисса в матче против Дейзи Хейз. Позднее на том же шоу она выступала в образе Раиши Саид. На iMPACT! 26 мая 2009 года Мелисса выступила в тёмном матче против Невероятной Конг под именем «Будущая легенда» Мелисса Андерсон. 16 июня 2009 года состоялось её появление на ТВ, но уже под именем «Будущая легенда» Алисса Флэш, она проиграла Сарите и напала на неё после матча. Она продолжила проигрывать вплоть до матча в турнире за командные титулы чемпионов среди нокаутов, где она вместе с Даффни проиграла Сарите и Тейлор Уайлд.
Свою первую победу Алисса Флэш одержала в матче против Коди Динера, после того как нокауты присутствующие у ринга напали на Динера. Алисса прервала интервью новой звезды TNA Хамада, обвинив иностранных звёзд, таких как Хамада и Сарита, в том, что компания уделяет всё внимание им, а не ей, после чего напала на Хамаду. 8 октября 2009 года Алисса сошлась с Хамадой в восьмистороннем матче на выбывание, где они сцепились и боролись за рингом до тех пор пока обе не были устранены из матча в результате отсчёта. Алисса снова встретилась с Хамадой на следующей неделе в матче с удержаниями где угодно, но проиграла после того как Хамада провела на ней лунное сальто через стол. Впервые бес посторонней помощи Алисса одержала победу 12 ноября в матче против Трейси Брукс. После этого Андерсон не получала матчей в компании и попросила о расторжении контракта, которое состоялось 21 января 2010 года. 14 марта 2011 года Андерсон в образе Алисса Флэш совершила возвращение в TNA на один вечер в рамках открытого вызова Мэдисон Рейн, где не смогла одержать победу. 17 марта 2013 года приняла участие в записях специального шоу iMPACT! посвящённого дивизиону нокаутов, где проиграла Гейл Ким.

### Lucha Underground (2015-настоящее время)
29 октября 2015 года было объявлено, что Мелисса примет участие во втором сезоне Lucha Underground. Она дебютировала 12 декабря 2015 года в маске под именем «Марипоса» (в буквальном переводе с испанского «Бабочка»), как сюжетная сестра «Мотылька» Марти Мартинеса.

## Личная жизнь
Любимые противники Мелиссы: Марико Ёсида (придумавшая «Air Raid Crash» который использует Мелисса), Весна и Тиффани. Мелисса выиграла конкурс Attack of the Show!, становилась девушкой недели на MySpace в сентябре 2006.

## Гиммик
- Завершающие приёмы
  - Как Чирлидер Мелисса

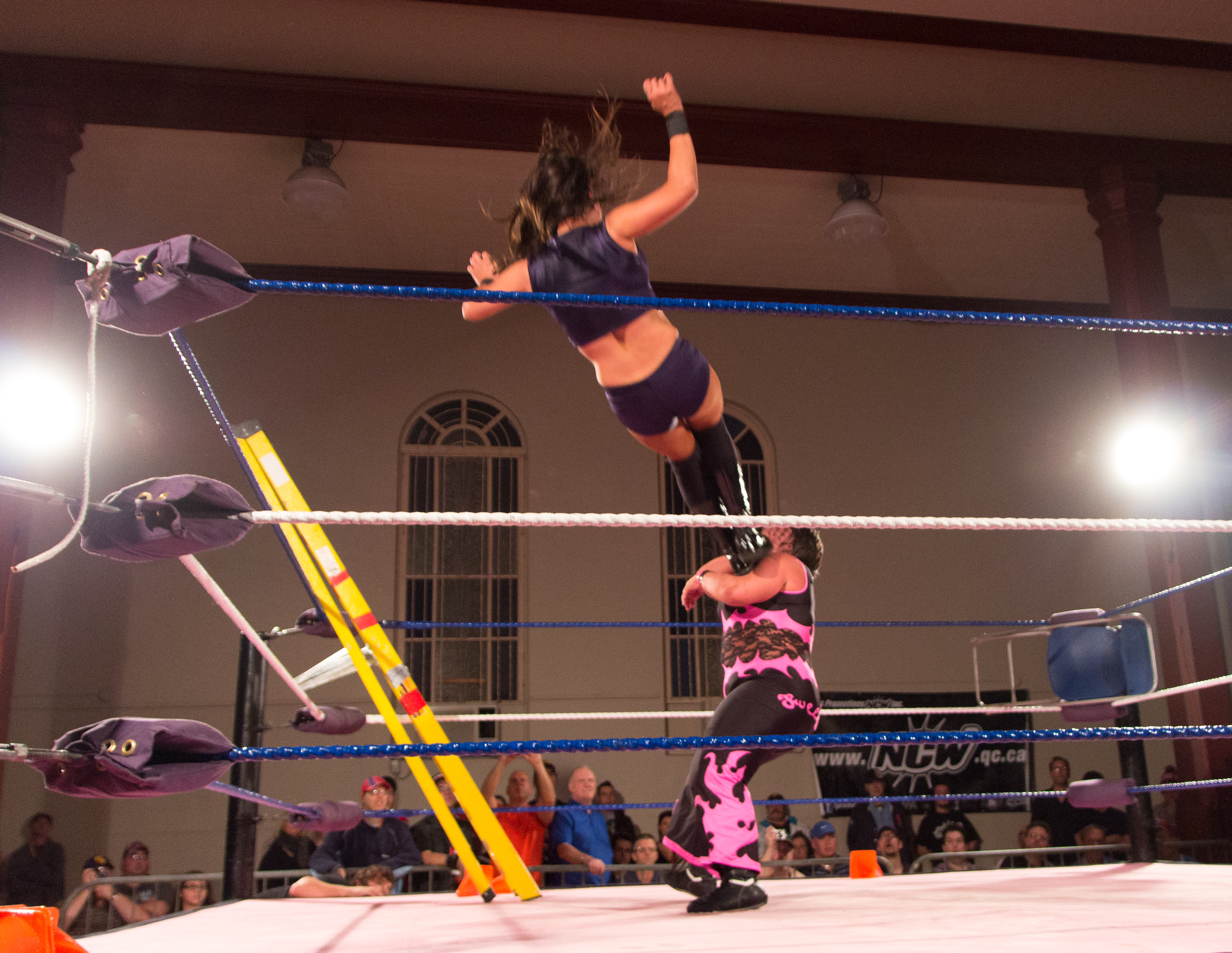
Мелисса проводит Missile Dropkick Свит Шери.

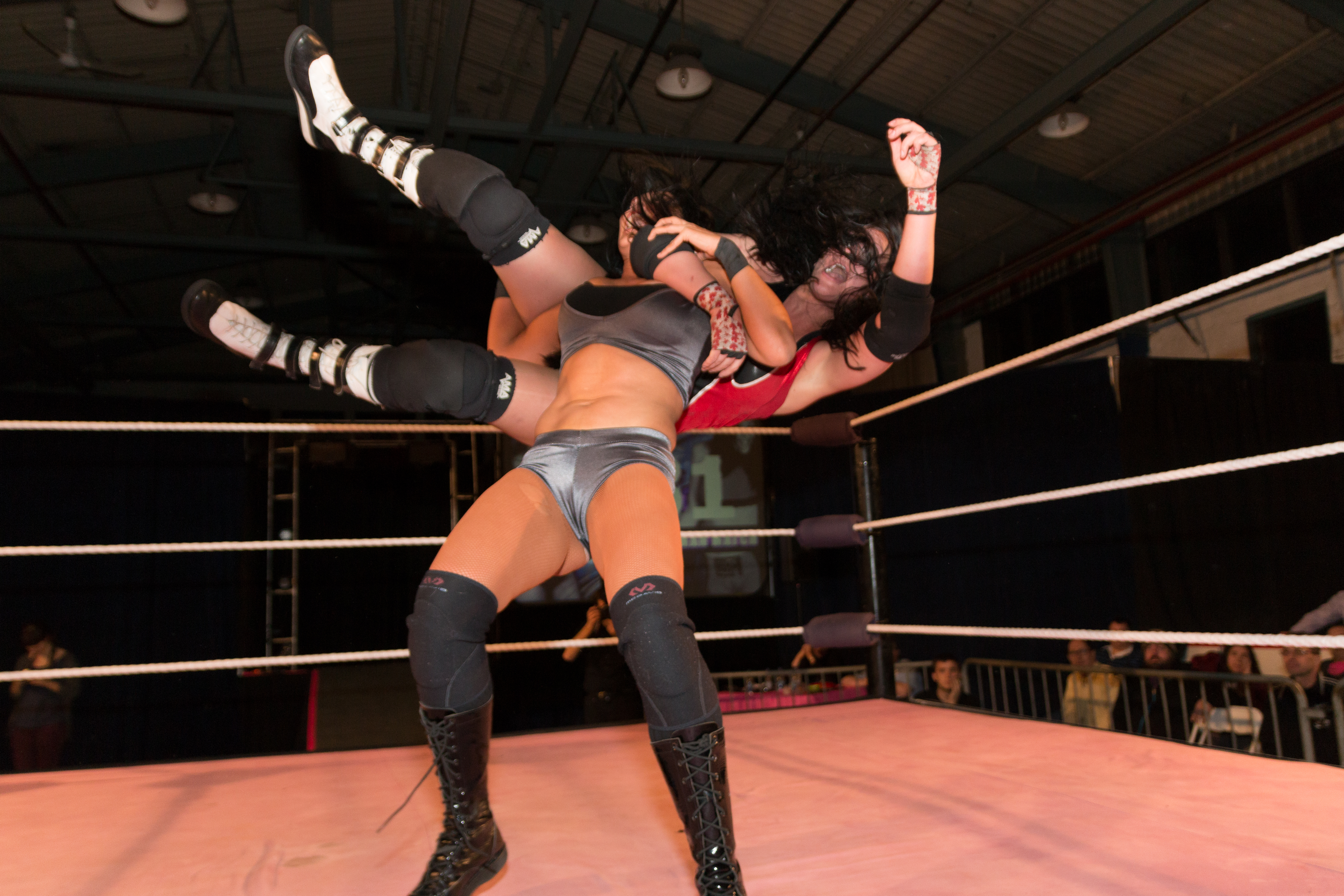
Мелисса проводит Samoan Drop Кортни Раш.

    - Air Raid Crash (Over the shoulder back to belly piledriver)[2][7]
    - Kondo Clutch (Inverted cloverleaf)[7]
    - Kudo Driver (Back to back double underhook piledriver)[7]

  - Как Алисса Флэш
    - Sitout scoop slam piledriver[68]
    - Fujiwara armbar[74]

  - Как Раиша Саид
    - Damascus Drop (Elevated Boston crab dropped into a sitout position)[83]
- Коронные приёмы
  - Curb Stomp (Standing inverted Indian deathlock surfboard followed into a head stomp)[84][85]
  - Missile dropkick[86]
  - Multiple suplex variations
    - Fisherman[87]
    - German[2][9]
    - Snap[88]

  - Reverse STO[86]
  - Samoan drop[89]
  - Single Minor (Forward Russian legsweep)[2][90]
- Была менеджером следующих реслеров:
  - The Ballard Brothers (Шейн и Шеннон)[2]
  - Невероятная Конг[2]
  - The Sheiks (Шейх Абдул Башир и Шейх Мустафа Башир)[91]
- Прозвища
  - «The Future Legend»[1]
  - «The Female Terminator» Cheerleader Melissa[92]
    - «Crush»[6]
- Музыкальные темы
  - «#1 Da Woman» от Tricky (Shimmer / APW / ChickFight)[93]
  - «Firestarter» от The Prodigy (APW / IWA-MS)[94]
  - «Get A Beat» от Дейл Оливер (TNA; как Чирлидер Мелисса)[95]
  - «Arabic Dancer» от Дейл Оливер (TNA; как Раиша Саид)[96]
  - «Empire March» от Дейла Оливера (TNA; использовалась в команде с Невероятной Конг)[97]

## Титулы и награды
- All Pro Wrestling

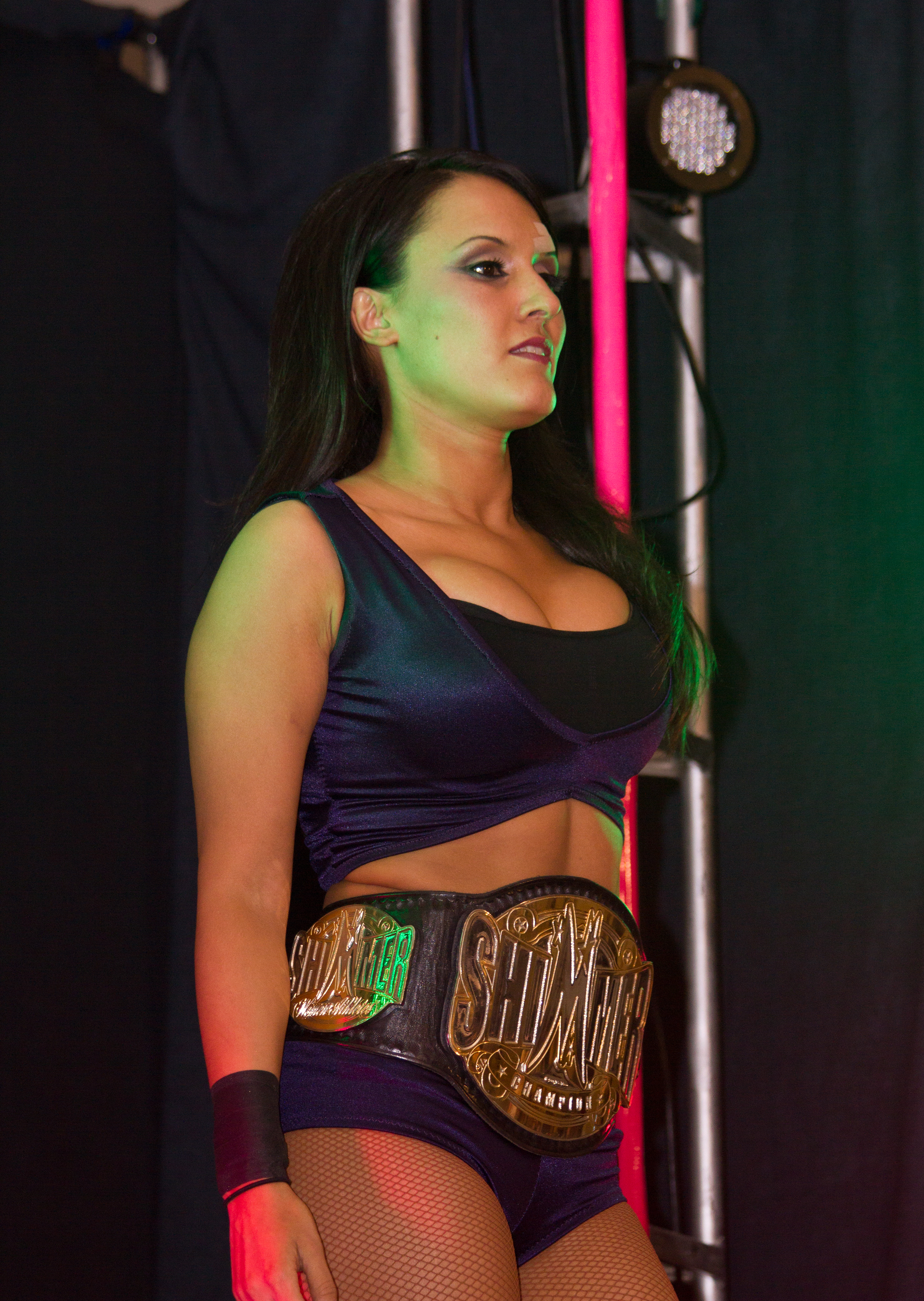
Мелисса с поясом чемпионки Shimmer Women Athletes в октябре 2013 года.

  - APW Future Legend Championship (2 раза)[98]
- Cauliflower Alley Club
  - Future Legend Award (2004)[8]
  - Women’s Active Award (2014)[99]
- ChickFight
  - Transatlantic Women’s Championship (1 раз)[100]
  - ChickFight V[101]
  - ChickFight VII[102]
- Northern Championship Wrestling
  - Amazones and Titans (2011) — с Джэем Феноменом[103][104]
- Pure Wrestling Association
  - PWA Elite Women’s Championship (1 раз)[105]
- Pro Wrestling Illustrated
  - PWI ставит её под № 3 в списке 50 лучших женщин-реслеров в 2012 году[106]
  - PWI ставит её под № 1 в списке 50 лучших женщин-реслеров в 2013 году[35]
- Pro Wrestlng Revolution
  - PWR Women’s Championship (2 раза)[107]
- Pro Wrestling World-1
  - Queen’s Cup (2007)[108]
- River City Wrestling
  - RCW Angels Division Championship (1 раз, действующая)[109]
  - RCW Championship (1 раз)[110]
  - RCW International Championship (1 раз)[111]
  - RCW Phoenix Champion (1 раз)
  - RCW Tag Team Championship (1 раз) — c Дарси Дрейк[112]
- Shimmer Women Athletes
  - Shimmer Championship (2 раза)[24][29]
- World Wonder Ring Stardom
  - 5★Star GP Technique Award (2014)[113]